# 佐々岡真司
佐々岡 真司（ささおか しんじ、1967年8月26日 - ）は、島根県浜田市出身の元プロ野球選手（投手、右投右打）、野球指導者・監督、野球解説者、野球評論家。2022年まで広島東洋カープの監督を務めていた。2025年から三次ブラックパールズのGMおよび指導者を務める。

## 経歴

### プロ入り前
島根県那賀郡金城町（現・浜田市）に生まれる。小学3年生の頃に野球を始め、金城中学校ではサードが定位置の内野手であった。 島根県立浜田商業高等学校でも当初は内野手だったが、3年生が抜けてからは投手がいなくなったため、監督の指名により2年秋に投手に転向する。2年秋の県大会では準決勝で延長15回を投げるも惜敗、1985年夏の島根県大会準決勝に進むが、大社高に敗退。県内屈指の投手として注目を集めたが、夏の選手権・春の選抜とも甲子園に縁がなかったが、このころから逸材としてプロ球団に注目されていた。
卒業後は、NTT中国野球部に入部。ソウルオリンピック代表にこそ選ばれなかったものの、アマチュア時代から既に、そのスライダーの切れ味はプロでも通用すると言われていた。当時の速球の最高球速は147 km/h。1989年の第60回都市対抗野球大会には、三菱重工広島の補強選手として出場。1回戦でNTT東京の与田剛と投げ合い完投勝利を飾る。準々決勝でも先発するが、大昭和製紙北海道の渡部勝美に抑えられ敗退。同年のプロ野球ドラフト会議で野茂英雄に8球団が競合するなかで希望球団だった広島東洋カープから1位指名を受け、入団する。担当スカウトは佐伯和司。カープは当初、野茂を1位指名して外れた場合に佐々岡を指名する方針だったが、どちらも獲得できなくなるおそれがあったため野茂の指名を諦め、結果として単独指名になったという。一方で佐々岡本人は、島根県の山間部で民宿を経営する母（プロ入り当時58歳）により女手一つで育てられ、兄弟もいなかったことから、地元球団である広島以外には入団しない意向を表明していた。

### プロ入り後

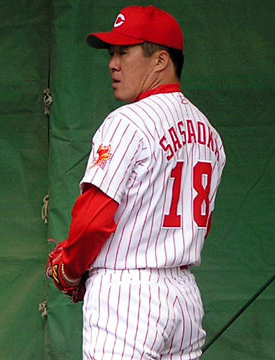
現役時代 2004年2月18日 日南市天福球場にて

プロ1年目の1990年、4月12日に初登板初先発を初勝利で飾り、スライダーを武器に2桁勝利・2桁セーブを挙げ、当時の日本プロ野球（以下：NPB）新記録となる17試合連続セーブポイントも記録するなど、投手陣の主軸として活躍。8月14日に広島市民球場で開催された対中日ドラゴンズ戦では郭源治からNPB1号であるサヨナラ本塁打を打っている。新人王には、史上初の新人で最優秀救援投手に輝いた与田剛が選出されたが、セントラル・リーグ会長特別賞が贈られている。なお、初登板初勝利はドラフト制導入以後に限れば球団初、ドラフト導入以前を含めても38年ぶり3人目の快挙だった。
1991年は先発に専念。シーズンを通して17勝・防御率2.44を挙げ、最多勝利、最優秀防御率の二冠に輝き、チームのリーグ優勝に大きく貢献すると共に、シーズンMVP、沢村賞、ベストナイン（最優秀投手）を獲得。この年、4月25日の対阪神タイガース戦の3回から5月11日の対中日戦の7回まで、4試合にかけて30イニング連続無失点の球団新記録を達成（2009年に大竹寛が更新）。また、10月23日の西武ライオンズとの日本シリーズ第4戦（広島市民球場）で先発し、8回一死まで無安打無得点に抑えた。
1992年、12勝を挙げ、プロ入り以来3年連続2桁勝利を記録するが、翌1993年には連続2桁勝利が途切れ、この年のセ・リーグ最多敗を記録している（この年に記録した17敗はそれ以降、2021年時点でこれを超えるシーズン敗戦記録の投手は現れていない）。
1994年、開幕直後の4月13日対ヤクルト戦で死球を与えたジェラルド・クラークが激昂して、マウンド付近で転倒させられるアクシデントに見舞われた。オールスター前までは先発としてマウンドに上っていたが先発では4勝6敗・防御率3.95と決して良い状態ではなかったこともあり、シーズン後半からチーム事情によりセットアッパーへ転向。27試合の登板ながらイニング数は52回1/3を投げ、3勝3敗6セーブ防御率2.75と好成績を挙げた。三村監督の計らいで最終試合に先発し年間規定投球回数もクリアした。抑えの大野豊と共に投手陣を支えた。
1995年、プロ入り6年目で初の開幕投手を務め、勝利投手となる。この年もシーズン当初は先発だったが、抑えの大野が不調に陥り先発に転向したため、入れ替わりでストッパーに転向した。
1996年、プロ入り後初めて、シーズンを通して抑えに定着。最速152km/hのストレートと縦に大きく割れる独特のカーブを武器に活躍し、自己最多の23セーブを記録。前年は先発、同年はリリーフとして2年連続で開幕戦の勝利投手となる。6月26日から6月30日にかけて、5日連続セーブの新記録を達成。7月23日のオールスター第3戦の9回に登板、堀幸一、小久保裕紀、バーナード・ブリトーを3者連続見逃し三振に仕留めて優秀選手賞を受賞。 11月に行われた日米野球では第1戦と第3戦にリリーフで1イニングずつ登板し、第1戦でバリー・ボンズ、アンドレス・ガララーガを、第3戦でイバン・ロドリゲス、ブレイディ・アンダーソン、スティーブ・フィンリーを三振に仕留めた。
1997年、前年に続いて抑えに定着。同年台頭してきた横山竜士と共にリリーフ陣を支えた。
1998年、この年も抑えとしてシーズンを迎えたが初登板で3失点のサヨナラ負け、その後8試合無失点と復調したかに見えた5月14日の対ヤクルト9回戦で一死取れずにサヨナラ負けすると新人の小林幹英が開幕からリリーフで活躍していたこともあり小林と入れ替わる形で中継ぎに転向。6月4日に開幕投手だった大野が故障で戦線離脱してしまい先発の駒が足りなくなったこともあり急遽先発に再転向したが、先発でも満足の行く結果ではなかった（リリーフ成績13試合2勝3敗6セーブ防御率3.79、先発では16試合3勝8敗で防御率は奇しくもリリーフ時と同じ3.79だった）。7月5日の対阪神戦で新庄剛志から通算1000奪三振を達成。
1999年、新たな球種シュートを習得して先発として活躍。1991年の17勝に次ぐ15勝を挙げ、リーグトップの13完投・5完封を挙げる。5月8日の対中日戦ではノーヒットノーランを達成。
2000年、2度目の開幕投手を務め、勝利投手となる。前年に続いて先発として2桁勝利を記録。
2001年、3度目の開幕投手となり負け星が先行はしていたがを防御率は2点台だった、しかしオールスター直前に抑えのエリック・シュールストロムが故障離脱してしまい、オールスター明けの後半戦から抑えに再転向する。しかしリリーフ初登板となった7月31日の対横浜14回戦の10回同点の場面で登板すると一死も取れず6失点で負け投手となり幸先の悪いスタートとなった。シーズン終盤まで抑えを務めていたが好不調の波が激しく9月27日の対巨人28回戦に救援失敗すると抑えも小山田保裕に入れ替わった（先発では17試合6勝8敗防御率2.99に対してリリーフでは15試合1勝2敗7セーブ防御率9.00だった）。
2002年、この年は年間通して先発ローテーションを守り、9月4日の対阪神戦で片岡篤史から通算1500奪三振を達成。しかし勝ち星に恵まれず8勝（9敗）止まりで終わる。
2003年、前年に続いて先発としてスタートしたが、小山田に代わって抑えを務めた新人の永川勝浩が夏場以降失速。これを支えるためにシーズン途中から抑えに再転向。9月14日の対横浜ベイスターズ戦では、NPB史上6人目となる通算100勝100セーブを達成した。
2004年、抑えの永川に繋ぐセットアッパーとしてシーズンを迎えたが、永川が開幕から絶不調で5月頭から永川に変わり抑えとして登板する。しかし5月半ばから立て続けに救援失敗すると抑えも大竹寛に切り替わった。7月以降はチーム事情により先発に再転向。7月こそ3試合先発1勝1敗防御率8.73と不調だったが、8月以降は8試合で1勝2敗だったが2失点以上する試合がなく防御率も2.11と安定感を見せた。
2005年、前年後半の安定感から先発としてスタートするも、先発として1勝もできず6月1日に5敗目を記録すると二軍に降格、ルーキーイヤー以来となる二軍登板を経験する。セ・パ交流戦明けから一軍復帰後リリーフに転向。リリーフでは22試合で1勝1敗、防御率5.90だったが、自責点2以上した試合が3試合しか無くその3試合を抜くと防御率は1.10と安定した投球を見せた。しかしチーム最年長故に尚且チームが中盤以降下位に低迷してしまったことで若手主体に切り替わって登板自体が限られてしまった。この年、出身地の金城町から町民栄誉賞を受賞している。
2006年、前年の野村謙二郎の引退により、チーム最年長選手となる。また、先発投手に再転向。当初は黒田博樹、大竹寛、ショーン・ダグラスの脇役的な扱いだったが、最終的にはチームで唯一シーズン通じてローテーションを守って投げきり、規定投球回数に到達すると共に8勝を挙げた。5月4日には、東京ヤクルトスワローズ戦にて先発通算100勝目を挙げる。先発100勝かつ100セーブという記録は江夏豊以来史上2人目。39歳での規定回数到達は大野豊に次ぐ球団史上2位の高齢記録であった。
2007年9月19日に現役引退を表明。10月6日の対横浜最終戦（広島）が、佐々岡の引退試合として行われた。10-0と広島が大量リードして迎えた9回表、二死無走者で村田修一を迎えた場面で登板。3ボール1ストライクから投じた5球目、高めのボール球を村田は強振、左中間スタンド中段に飛び込む本塁打を打たれた。当時は「投手の引退試合では対戦する打者は空振り三振で送り出すこと」が半ば暗黙の了解であったが、佐々岡があくまでも真剣勝負を望んでいたこと、意向を踏まえ広島側が事前に「気持ち良くフルスイングで送り出して欲しい。展開次第では、打ってもらって構わない」と横浜側に伝えていたこと、実際に試合の大勢が決していたこと、尚且つ村田も「引退試合の登板が四球では忍びない」と腹を括っていたことなどの要因から、このような結果になったと分析されている。なお、村田はこの本塁打がシーズン第36号であり、35本で並んでいたアーロン・ガイエルら3人との争いから抜け出して単独での最多本塁打のタイトルを戴冠した。
引退試合を終えた翌10月7日の対ヤクルト最終戦（明治神宮野球場）では、佐々岡と同じく同年限りで引退し、アマ時代にバッテリーを組んだこともある古田敦也の引退試合に8回裏二死の場面でワンポイント登板した。この試合最後の打席を迎えた古田を遊ゴロに打ち取り、ベンチに引き上げる際には古田と固い握手を交わし、花束を受け取った。さらに試合後は左翼席へサインボールを投げ込んで東京のファンに別れを告げ「マーティに最後のわがままを聞いてもらった。全部真っすぐを真ん中に投げるつもりだったけど、球が遅すぎた。凄くいい思い出になりました」と感慨に浸っていた。古田は後年「（この日の最終打席で）佐々岡が登板することは聞いていた」ことを明かしており、「球が遅いんですよ。（佐々岡も選手としてのピークは過ぎており）プロの球じゃないんです。もうトロトロトロって。もっとピュッときてくれんかなと。『これ引っ掛けるわ』と思ったらショートゴロだった」と対戦を回顧している。

### 現役引退後
引退後の2008年から、7年間中国放送（RCC）の野球解説者として活動。また、2012年まではRCCのネットキー局であるTBSテレビ（JNN系列）・TBSラジオ（JRN系列）の解説者も兼任（テレビは基本的に地上波へはRCC発の広島対巨人戦以外出演せず、系列CS放送のTBSニュースバードへ出演）。解説者と並行して、スポーツニッポンの野球評論家も務めている。2013年からTBSテレビ・ラジオとの関係が局契約から中継ごとの本数契約に移行したため、ラジオではそれまで出演していなかったニッポン放送・文化放送及びNRNへ配信する中継にも出演していた。
2014年10月28日、広島の二軍投手コーチ就任が発表された。背番号は88。
2019年からは一軍投手コーチ。

### 広島監督時代
2019年10月7日、2020年シーズンより第19代広島東洋カープ監督としてチームの指揮を執ることが発表された。同球団で投手出身の監督は長谷川良平以来53年ぶりである。
2020年は、前年のドラフト会議で自身が獲得を強く希望した、1年目の森下暢仁が2桁勝利を挙げる活躍を見せ、新人王を受賞した。一方で開幕投手の大瀬良大地、主力野手の會澤翼、西川龍馬がシーズン途中に離脱し、チーム防御率4.06(リーグ5位)と投手陣の整備にも苦しんだ。チームとしては2015年以来となる勝率5割以下で、シーズンを5位で終えた。
2021年は、ルーキーの栗林良吏を開幕から抑えに抜擢。栗林は新人として22試合連続無失点の日本新記録、東京オリンピックの野球日本代表への選出、新人セーブ記録タイとなる37セーブ、防御率0点台を記録し、2年連続でチームから新人王を輩出した。一方、チームは5月に新型コロナウイルスのクラスターが発生し、主力選手が大量離脱。交流戦を3勝12敗3分の最下位で終え、中日、DeNAとの最下位争いが続いた。9月4日、東京ドームで行われた対ヤクルト戦で交代選手を告げず事後報告したとしてコミッショナーから厳重注意を受けた。シーズン終盤は6連勝を2回成し遂げて最下位争いからは脱出したものの、3年連続Bクラスとなる4位で終えた。
2022年は1993年以来となる球団記録の開幕6連勝で単独首位に立つも、交流戦を5勝13敗と2年連続の最下位で終え、貯金を失った。その後は阪神、巨人とのAクラス争いを終盤まで繰り広げたが、9月26日、前日の東京ヤクルトスワローズの優勝決定を期に球団に退任を申し出る。9月30日のヤクルト戦に敗れて4年連続のBクラスが確定すると、10月2日、中日ドラゴンズ戦終了後にファンへの挨拶にて辞任を報告。監督として在任した3年間は全てBクラスに終わり、その責任を取る形での退任となったが、その在任期間中にFA権を取得した選手に対しては自らが慰留に努め、FA権行使によって他球団に移籍した選手はいなかった。10月3日、球団にて退任会見を行った。

### 監督退任後
2023年から中国放送の野球解説者とスポーツニッポン野球評論家に復帰する。コーチ就任前と同様に、TBSテレビと共同制作の広島対巨人戦地上波全国中継には出演したが、TBSチャンネル・BS-TBS（TBSテレビ・DeNA球団制作）のDeNA対広島戦には5月17日放送分から出演する。
2025年から広島県三次市の女子硬式野球クラブチーム・三次ブラックパールズのゼネラルマネジャー（GM）を務める。就任にあたり「野球を通じて広島の方々に恩返ししたい」との思いからGM就任を引き受けたことも明かした。また練習日にはGM業務と並行して現場での技術指導なども定期的に行う。

## 詳細情報

### 年度別投手成績
| 年 度      | 球 団      | 登 板 | 先 発 | 完 投 | 完 封 | 無 四 球 | 勝 利 | 敗 戦 | セ 丨 ブ | ホ 丨 ル ド | 勝 率 | 打 者 | 投 球 回 | 被 安 打 | 被 本 塁 打 | 与 四 球 | 敬 遠 | 与 死 球 | 奪 三 振 | 暴 投 | ボ 丨 ク | 失 点 | 自 責 点 | 防 御 率 | W H I P |
| ---------- | ---------- | ----- | ----- | ----- | ----- | -------- | ----- | ----- | -------- | ----------- | ----- | ----- | -------- | -------- | ----------- | -------- | ----- | -------- | -------- | ----- | -------- | ----- | -------- | -------- | ------- |
| 1990       | 広島       | 44    | 13    | 6     | 2     | 0        | 13    | 11    | 17       | --          | .542  | 621   | 151.1    | 123      | 15          | 53       | 8     | 6        | 129      | 3     | 0        | 56    | 53       | 3.15     | 1.16    |
| 1991       | 広島       | 33    | 31    | 13    | 5     | 0        | 17    | 9     | 0        | --          | .654  | 962   | 240.0    | 186      | 20          | 69       | 2     | 8        | 213      | 4     | 0        | 69    | 65       | 2.44     | 1.06    |
| 1992       | 広島       | 29    | 27    | 7     | 1     | 0        | 12    | 8     | 0        | --          | .600  | 815   | 197.0    | 186      | 14          | 60       | 5     | 4        | 161      | 8     | 1        | 87    | 74       | 3.38     | 1.25    |
| 1993       | 広島       | 30    | 28    | 7     | 1     | 1        | 5     | 17    | 0        | --          | .227  | 793   | 183.0    | 206      | 21          | 58       | 1     | 5        | 124      | 6     | 0        | 93    | 88       | 4.33     | 1.44    |
| 1994       | 広島       | 41    | 14    | 2     | 1     | 0        | 7     | 9     | 6        | --          | .438  | 547   | 130.2    | 129      | 15          | 27       | 1     | 4        | 93       | 1     | 0        | 51    | 48       | 3.31     | 1.19    |
| 1995       | 広島       | 44    | 12    | 2     | 0     | 0        | 7     | 7     | 17       | --          | .500  | 525   | 127.0    | 108      | 10          | 39       | 4     | 5        | 110      | 3     | 0        | 47    | 43       | 3.05     | 1.16    |
| 1996       | 広島       | 49    | 0     | 0     | 0     | 0        | 5     | 7     | 23       | --          | .417  | 270   | 69.0     | 54       | 5           | 14       | 1     | 3        | 71       | 2     | 0        | 13    | 13       | 1.70     | 0.99    |
| 1997       | 広島       | 39    | 0     | 0     | 0     | 0        | 5     | 5     | 21       | --          | .500  | 243   | 57.2     | 54       | 5           | 20       | 3     | 2        | 64       | 3     | 0        | 19    | 17       | 2.65     | 1.28    |
| 1998       | 広島       | 29    | 16    | 1     | 0     | 0        | 5     | 11    | 6        | --          | .313  | 491   | 121.0    | 113      | 17          | 25       | 1     | 3        | 96       | 3     | 1        | 54    | 51       | 3.79     | 1.14    |
| 1999       | 広島       | 26    | 26    | 13    | 5     | 1        | 15    | 8     | 0        | --          | .652  | 787   | 190.0    | 181      | 17          | 43       | 4     | 4        | 150      | 0     | 0        | 73    | 69       | 3.27     | 1.18    |
| 2000       | 広島       | 21    | 21    | 5     | 1     | 1        | 10    | 6     | 0        | --          | .625  | 602   | 142.2    | 154      | 18          | 29       | 1     | 1        | 94       | 2     | 0        | 71    | 63       | 3.97     | 1.28    |
| 2001       | 広島       | 32    | 17    | 7     | 0     | 1        | 7     | 10    | 7        | --          | .412  | 588   | 140.1    | 154      | 16          | 31       | 4     | 3        | 92       | 2     | 0        | 61    | 56       | 3.59     | 1.32    |
| 2002       | 広島       | 25    | 25    | 2     | 1     | 2        | 8     | 9     | 0        | --          | .471  | 647   | 153.2    | 167      | 13          | 32       | 1     | 1        | 127      | 0     | 0        | 76    | 59       | 3.46     | 1.30    |
| 2003       | 広島       | 29    | 17    | 1     | 0     | 0        | 8     | 8     | 6        | --          | .500  | 467   | 110.1    | 122      | 20          | 25       | 2     | 5        | 81       | 0     | 0        | 64    | 60       | 4.89     | 1.33    |
| 2004       | 広島       | 30    | 11    | 0     | 0     | 0        | 3     | 7     | 3        | --          | .300  | 351   | 81.1     | 98       | 6           | 17       | 1     | 3        | 61       | 0     | 0        | 38    | 35       | 3.87     | 1.41    |
| 2005       | 広島       | 30    | 8     | 0     | 0     | 0        | 1     | 6     | 0        | 4           | .143  | 246   | 54.0     | 75       | 14          | 19       | 0     | 0        | 37       | 2     | 0        | 44    | 38       | 6.33     | 1.74    |
| 2006       | 広島       | 27    | 27    | 0     | 0     | 0        | 8     | 8     | 0        | 0           | .500  | 619   | 149.2    | 155      | 24          | 29       | 4     | 5        | 82       | 2     | 0        | 77    | 68       | 4.09     | 1.23    |
| 2007       | 広島       | 12    | 10    | 0     | 0     | 0        | 2     | 7     | 0        | 1           | .222  | 215   | 45.2     | 75       | 9           | 5        | 0     | 4        | 21       | 0     | 0        | 34    | 33       | 6.50     | 1.75    |
| 通算：18年 | 通算：18年 | 570   | 303   | 66    | 17    | 6        | 138   | 153   | 106      | 5           | .474  | 9789  | 2344.1   | 2340     | 259         | 595      | 43    | 66       | 1806     | 41    | 2        | 1027  | 933      | 3.58     | 1.25    |

- 各年度の太字はリーグ最高

### 通算監督成績
レギュラーシーズン
| 年 度     | 球 団     | 順 位     | 試 合 | 勝 利 | 敗 戦 | 引 分 | 勝 率 | ゲ ｜ ム 差            | 本 塁 打               | 打 率                  | 防 御 率               | 年 齡                  |
| --------- | --------- | --------- | ----- | ----- | ----- | ----- | ----- | ---------------------- | ---------------------- | ---------------------- | ---------------------- | ---------------------- |
| 2020      | 広島      | 5位       | 120   | 52    | 56    | 12    | .481  | 13.0                   | 110                    | .262                   | 4.06                   | 53歳                   |
| 2021      | 広島      | 4位       | 143   | 63    | 68    | 12    | .481  | 13.0                   | 123                    | .264                   | 3.81                   | 54歳                   |
| 2022      | 広島      | 5位       | 143   | 66    | 74    | 3     | .471  | 14.5                   | 91                     | .257                   | 3.54                   | 55歳                   |
| 通算：3年 | 通算：3年 | 通算：3年 | 396   | 178   | 191   | 27    | .482  | Aクラス0回、Bクラス3回 | Aクラス0回、Bクラス3回 | Aクラス0回、Bクラス3回 | Aクラス0回、Bクラス3回 | Aクラス0回、Bクラス3回 |

※1　2022年、新型コロナウイルス感染のため8月16日から8月26日まで欠場。監督代行は河田雄祐(3勝7敗)。通算成績に欠場した試合は含まない

### タイトル
- 最多勝利：1回（1991年）
- 最優秀防御率：1回（1991年）

### 表彰
- 沢村栄治賞：1回（1991年）
- 最優秀選手：1回（1991年）
- ベストナイン：1回（投手部門：1991年）
- セ・リーグ連盟特別表彰：2回（新人特別賞：1990年、功労賞：2007年）
- 最優秀投手：1回（1991年）
- 月間MVP：6回（投手部門：1990年9月、1991年5月、1991年9月、1996年6月、1999年5月、2000年4月）
- 最優秀JCB・MEP賞：1回（1991年）
- 優秀JCB・MEP賞：2回（1990年、1999年）
- オールスターゲーム優秀選手賞：1回（1996年第3戦）
- 報知プロスポーツ大賞：1回（1991年）
- 広島市民表彰（市民賞）（2008年）[23]

### 記録
初記録（投手記録）
- 初登板・初先発登板・初勝利・初先発勝利・初完投勝利：1990年4月12日、対横浜大洋ホエールズ3回戦（横浜スタジアム）、9回2失点
- 初奪三振：同上、3回裏に谷繁元信から
- 初セーブ：1990年5月9日、対ヤクルトスワローズ3回戦（明治神宮野球場）、7回裏に2番手で救援登板・完了、2回無失点
- 初完封勝利：1990年9月18日、対横浜大洋ホエールズ24回戦（横浜スタジアム）
- 初ホールド：2005年7月30日、対横浜ベイスターズ12回戦（広島市民球場）、7回表に5番手で救援登板、1回無失点

初記録（打撃記録）
- 初安打：1990年4月18日、対中日ドラゴンズ2回戦（ナゴヤ球場）、3回表に山本昌から
- 初打点：同上、7回表に山本昌から2点適時二塁打
- 初本塁打：1990年8月14日、対中日ドラゴンズ19回戦（広島市民球場）、9回裏に郭源治からサヨナラソロ(通算2本塁打)

節目の記録
- 1000投球回：1995年8月29日、対阪神タイガース22回戦（阪神甲子園球場） ※史上264人目
- 1000奪三振：1998年7月5日、対阪神タイガース13回戦（広島市民球場）、7回表に新庄剛志から ※史上102人目
- 1500投球回：2000年4月28日、対横浜ベイスターズ4回戦（横浜スタジアム）、3回裏二死目に石井琢朗を遊飛で達成 ※史上146人目
- 100勝：2000年6月16日、対横浜ベイスターズ11回戦（横浜スタジアム）、完封勝利 ※史上115人目
- 1500奪三振：2002年9月4日、対阪神タイガース23回戦（広島市民球場）、8回表に片岡篤史から ※史上45人目
- 2000投球回：2003年8月24日、対中日ドラゴンズ23回戦（ナゴヤドーム）、1回裏三死目に平松一宏を三振で達成 ※史上82人目
- 100セーブ：2003年9月14日、対横浜ベイスターズ23回戦（広島市民球場）、9回表に3番手で救援登板・完了、1回無失点 ※史上16人目（100勝100セーブは史上6人目）
- 500試合登板：2004年9月24日、対ヤクルトスワローズ26回戦（広島市民球場）、先発登板で6回2失点 ※史上75人目
- 先発100勝100セーブ：2006年5月4日、対東京ヤクルトスワローズ6回戦（明治神宮野球場）、先発登板で6回無失点 ※史上2人目（過去に江夏豊が記録）

その他の記録
- 17試合連続セーブポイント：1990年5月27日 - 8月10日
- 30イニング連続無失点：1991年4月25日、対阪神タイガース4回戦（阪神甲子園球場）の3回裏 - 5月11日、対中日ドラゴンズ6回戦（ナゴヤ球場）の7回裏
- 5日連続セーブ：1996年6月26日、対中日ドラゴンズ13回戦（ナゴヤ球場） - 6月30日、対読売ジャイアンツ15回戦（広島市民球場）
- ノーヒットノーラン：1999年5月8日、対中日ドラゴンズ8回戦（広島市民球場） ※史上67人目（1与死球のみ・無与四球での達成は1948年の真田重蔵、1995年のテリー・ブロス以来3人目）
- オールスターゲーム出場：5回（1990年、1991年、1996年、1999年、2001年） ※2000年も選出されるも出場辞退[24]

### 背番号
- 18（1990年 - 2007年）
- 88（2015年 - 2022年）

## 関連情報

### 出演番組
- プロ野球中継（解説者）
  - S☆1 BASEBALL（TBS系列の野球中継の2023年現在の番組タイトル。RCCテレビ制作の広島戦（対巨人戦の全国中継はTBSテレビと共同制作・毎日放送が制作協力）に出演。年度によってはTBSテレビ・横浜DeNAベイスターズ制作でTBSニュースバード→TBSチャンネル・BS-TBS・Paravi→U-NEXTで放送のDeNA主催試合にも出演。この場合は、2024年8月20日の対中日ドラゴンズ戦〈衛星波ではTBSチャンネルのみ放送〉のように対広島戦以外の出演となることがある）
  - Veryカープ! RCCカープナイター／RCCカープデーゲーム中継（RCCラジオ。民放2局地域向けの裏送り中継にも出演）
  - エキサイトベースボール（TBSラジオ。DeNA対広島戦のRCCラジオ向け裏送り中継・予備からの昇格時・JRN本番カード時のみの出演。解説者復帰後はTBSラジオの野球中継制作撤退により同社の技術協力による乗り込み自社制作のみ）[注 5]
- ホリデーインタビュー（2010年2月11日、NHK総合テレビ）
- サンデーモーニング（2011年7月10日、TBSテレビ）
- ゴルフの花道 新春王座決定戦（2015年1月）
- 瀬戸内釣り物語シリーズ（RCCテレビ）
  - 瀬戸内・山陰釣り物語〜大物を狙え!の巻〜（2008年6月）
  - 瀬戸内釣り物語・旬魚を求めて!美女と巡る船釣り三昧の巻（2009年10月）
  - 瀬戸内釣り物語〜狙えロックフィッシュ!幻の高級魚とメバル連発の巻〜（2010年4月）
  - 瀬戸内釣り物語 春が来た!アイドル登場!目指せ釣りマスターへの道の巻（2011年5月）
  - 瀬戸内釣り物語 春釣り伝授!歓喜と涙、一番勝負の巻（2012年5月）
  - 瀬戸内釣り物語 瀬戸内・山陰お気楽さまサマーツアーの巻（2013年7月）
  - 激ウマッ！自遊なオトナの瀬戸内釣り物語（2014年7月）
- 新春 瀬戸内釣り物語シリーズ（RCCテレビ） カープ佐々岡軍が2013年から2017年まで5連覇
  - 新春 瀬戸内釣り物語 カープ釣り自慢王決定戦（2011年1月1日）
  - 新春 瀬戸内釣り物語 カープ釣り自慢王決定戦（2012年1月2日）
  - 瀬戸内釣り物語 気分は上々! カープ釣り好き3兄弟が行く（2013年1月3日）
  - 瀬戸内釣り物語 カープ釣り好き3兄弟が行く〜エースはオレだ!〜（2014年1月1日）
  - 瀬戸内釣り物語 カープ釣り好き3兄弟が行く2015〜カープ男子新境地へ〜（2015年1月1日）
  - 新春!開運!瀬戸内釣り物語 カープ軍vsゴルゴ軍〜大物を釣り上げるのは誰だSP〜（2016年1月1日）
  - 新春!開運!瀬戸内釣り物語 カープ軍 vs Veryカープ!軍 神って爆釣！最高で〜す!SP（2017年1月）
  - 新春!カープ釣り自慢〜釣り上げた!日本一のドドドォー!!!SP〜（2018年1月）
  - RCC釣り自慢presents 新春!釣り自慢水金地火木 魚〜テンカープ（2019年1月）
  - 新春!カープ釣り自慢〜たった今 この佐々の子 舞いたった〜（2020年1月）
- ラウンドちゅうごく「佐々岡真司 新生カープへの軌跡」（2020年6月5日、NHK広島放送局）

他
関連番組
- イマなまっ! カープ佐々岡真司監督就任!緊急拡大枠SP（2019年10月7日、RCCテレビ）
- テレビ派 カープ佐々岡新監督就任ぜんぶ見せます!（2019年10月7日、広島テレビ）
- 5up!緊急SP V奪還へ!佐々岡カープ誕生（2019年10月7日、広島ホームテレビ）
- TSSプライムニュース特番 カープ佐々岡真司新監督 就任会見（2019年10月7日、テレビ新広島）

### 書籍
- 広島東洋カープのオキテ 〜最強!?赤ヘル軍団の「あるある」100ヵ条!（2015年5月20日、メイツ出版）監修

関連書籍
- カープの奥さま（2011年4月5日、月刊ホームラン編集部）